# Cosmin Hănceanu
Cosmin Hanceanu, né le 17 mai 1986, est un escrimeur roumain pratiquant le sabre.

## Palmarès
- Championnats du monde
  -  Médaille de bronze au sabre individuel aux championnats du monde d'escrime 2010 à Paris
  -  Champion du monde de sabre par équipes aux Championnats du monde d'escrime 2009 à Antalya
- Championnats d'Europe d'escrime
  -  Médaille d'argent de sabre par équipes aux Championnats d'Europe d'escrime 2009 à Plovdiv